# عملیات آجیلی ۲: آجیلی اصل
عملیات آجیلی ۲:آجیلی اصل (انگلیسی: The Nut Job 2: Nutty by Nature) یک فیلم کمدی پویانمایی محصول سال ۲۰۱۷ به کارگردانی کال برانکر است که فیلمنامهٔ آن را برانکر، باب بارلن و اسکات بیندلی نوشته‌اند. این فیلم دنباله‌ای بر عملیات آجیلی (۲۰۱۴) است و بر اساس شخصیت‌هایی از پیتر لپنیوتیس ساخته شده است. صداپیشگان فیلم شامل ویل آرنت، مایا رودولف، جکی چان، کاترین هایگل، بابی موینیهان، بابی کاناوله، ایزابلا مرسد، جف دانهام و گابریل ایگلسیاس هستند.
فیلم محصول مشترک ایالات متحده، کانادا و کره جنوبی است و توسط Gulfstream Pictures, Redrover International و ToonBox Entertainment تولید شده و در ایالات متحده توسط اوپن رود فیلمز و در بازار جهانی توسط واینستین کمپانی توزیع شده است.
داستان فیلم ادامهٔ ماجراهای سورلی و دوستان جانورش در پی کشف نقشه‌های پرسیوال جی. ملدون، شهردار فاسد شهر اوکتون است؛ شهرداری که می‌خواهد پارک لیبرتی را تخریب کرده و به‌جای آن شهربازی‌ای به نام «لیبرتی‌لند» بسازد. حیوانات با همکاری آقای فنگ و گروه موش‌هایش باید متحد شوند تا پارک را نجات داده و شهردار را شکست دهند.
پس از موفقیت تجاری قسمت نخست، اوپن رود فیلمز در ژانویهٔ ۲۰۱۴ ساخت دنباله را اعلام کرد که ابتدا قرار بود در ژانویهٔ ۲۰۱۶ اکران شود، اما تاریخ آن ابتدا به مه ۲۰۱۷ و سپس به اوت همان سال موکول شد. در این قسمت، برانکر جایگزین لپنیوتیس در مقام کارگردان شد و با بارلن و بیندلی مشترکاً فیلمنامه را نوشت. آرنت، رودولف و دیگر بازیگران نقش‌های خود را تکرار کردند و چهره‌های جدیدی چون جکی چان، بابی موینیهان، بابی کاناوله و پیتر استورمار به جمع صداپیشگان پیوستند. موسیقی فیلم نیز توسط هیتور پریرا ساخته شد که جایگزین آهنگساز قسمت نخست، پل اینتسون، شد.
عملیات آجیلی ۲: آجیلی اصل در ۱۱ اوت ۲۰۱۷ اکران عمومی شد. همچون قسمت قبلی، این فیلم با نقدهای منفی روبه‌رو شد و با بودجهٔ ۴۰ میلیون دلاری، تنها ۶۸٫۷ میلیون دلار در جهان فروش داشت.

## داستان
پس از شکست نورویروس راکون، عملیات آجیلی اکنون محبوب اجتماع حیات وحش شهری در پارک لیبرتی است. او نظارت بر یک بوفهٔ تمام‌عیار در مغازهٔ مغزهای موری (که حالا به «مغزهای نیبلر» تغییر نام داده) را به‌عهده دارد. اما این سبک زندگی سورلی، اندی را نگران می‌کند؛ چون او دیدگاهی سخت‌کوشانه‌تر نسبت به زندگی دارد. اشتباه موش کور در تنظیم فشار دیگ بخار باعث انفجار مغازه می‌شود. اندی پیشنهاد می‌دهد حیوانات به روش قدیمی خود بازگردند و در پارک لیبرتی به جمع‌آوری غذا بپردازند. سورلی و بادی که جایی بهتر پیدا نمی‌کنند، شکست‌خورده به پارک بازمی‌گردند.
در همین حال، پرسیوال جی. مولدون، شهردار فاسد شهر اوکتون، که از درآمدزا نبودن پارک ناراضی است، تصمیم می‌گیرد آن را تخریب کرده و به شهربازی‌ای به نام «لیبرتی‌لند» تبدیل کند. سورلی و اندی متوجه نقشهٔ او می‌شوند و سورلی حیوانات را برای خرابکاری در عملیات تخریب بسیج می‌کند.
اما شادی سورلی دیری نمی‌پاید. اندی تلاش می‌کند دیگران را به سخت‌کوشی و جمع‌آوری غذا متقاعد کند، ولی سورلی باور دارد این کار تنها ناامیدی به‌همراه دارد. بعد از گزارش حملات حیوانات، مولدون تیم دفع آفات به رهبری گونتر را فرا می‌خواند. سورلی در یکی از تله‌ها گرفتار می‌شود و حیوانات توسط سگ مولدون، فرانکی، تعقیب می‌شوند. اما فرانکی به‌زودی عاشق پرشِس می‌شود. سورلی و بادی برای نجات پرشس به راه می‌افتند، در حالی که سایر حیوانات به دنبال یافتن پارکی جدید هستند.
سورلی و بادی هنگام جست‌وجوی ماشین مولدون، به مستعمره‌ای از موش‌های سفید قلمروطلب به رهبری آقای فِنگ برمی‌خورند. پس از فرار از دست موش‌ها، به عمارت مولدون می‌رسند و پرشس را در اتاق دختر لوس مولدون، هِدر، پیدا می‌کنند. پرشس به فرانکی می‌گوید علاقه‌ای به او ندارد و دلش را می‌شکند. بی‌احتیاطی سورلی باعث می‌شود مولدون به بادی شلیک کند؛ بادی از بالکن به پایین می‌افتد و بی‌هوش می‌شود. در سوی دیگر، اندی، جیمی، جانی و جیمی پارکی جدید پیدا می‌کنند که در واقع زمین گلف است و نزدیک است باعث مرگشان شود. اعضای بروزر دچار آسیب‌های مختلف می‌شوند و اندی مجبور می‌شود جیمی را با احیای قلبی‌ریوی و حتی شوک برقی با سیم‌های برق نجات دهد.
سورلی، پرشس و بادی در ویرانه‌های مغازهٔ مغزها دوباره به دیگران می‌پیوندند. سورلی در حالی که به‌خاطر بادی عزاداری می‌کند، از دوران کودکی‌شان و این‌که چگونه جان یکدیگر را نجات دادند، می‌گوید. بادی پس از لیس زدن پرشس به‌هوش می‌آید. سورلی رهبری حیوانات را برای بازپس‌گیری پارک در روز افتتاح لیبرتی‌لند برعهده می‌گیرد. مولدون دوباره گونتر و تیمش را برای مقابله با حیوانات فرا می‌خواند. تنها سورلی باقی می‌ماند و برای کمک به سراغ آقای فنگ و ارتش موش‌هایش می‌رود. فنگ ابتدا به سورلی حمله می‌کند، اما سورلی او را قانع می‌کند که حیوانات، چه شهری و چه پارکی، باید با هم متحد شوند.
سورلی و موش‌ها دیگر حیوانات را آزاد می‌کنند و همه با هم برای بازپس‌گیری پارک لیبرتی می‌جنگند. آن‌ها انسان‌ها را از پای درمی‌آورند، وسایل بازی را نابود می‌کنند و توجه پلیس را جلب می‌نمایند. پرشس با فرانکی آشتی می‌کند و به او می‌گوید که واقعاً برایش مهم است. هدر تلاش می‌کند گونتر را متقاعد کند با تفنگ بیهوشی به حیوانات شلیک کند، اما با دخالت سورلی، اندی و بادی، گونتر به اشتباه به هدر شلیک می‌کند و سپس فرار می‌کند. مولدون قصد دارد با بالون هوای گرم فرار کند، اما سورلی و بادی با ترن هوایی به تعقیب او می‌روند. سورلی روی بالون با مولدون درگیر می‌شود و پس از نبردی طولانی، مولدون روی یک قلعهٔ بادی سقوط می‌کند و توسط فنگ و موش‌هایش مورد حمله قرار می‌گیرد. در پایان، مولدون، هدر و گونتر بازداشت می‌شوند و پروژهٔ لیبرتی‌لند برای همیشه تعطیل می‌شود.
چند ماه بعد، مردم پارک لیبرتی را بازسازی می‌کنند. موش‌ها به رهبری فنگ در پارک می‌مانند و به تمرین تای چی چوان می‌پردازند. پرشس و فرانکی صاحب توله می‌شوند. سورلی، اندی را سوار پرشس می‌کند و با هم برای سرقت یک گاری مغز راهی می‌شوند.
در صحنه پس از تیتراژ، راکون در تلاش برای بازگشت به شهر شنا می‌کند، بی‌خبر از این‌که کوسه‌ها در تعقیب او هستند.